# Gerald M. Ackerman
Gerald "Jerry" Martin Ackerman (Alameda, 21 de agosto de 1928-Claremont, 1 de enero de 2016) fue un historiador de arte y educador estadounidense. Fue profesor emérito de historia del arte en el Pomona College, siendo una autoridad destacada en el arte de Jean-Léon Gérôme y Charles Bargue.

## Biografía
Nacido en Alameda, pero criado en Santa Cruz, fue hijo de Alois y Eva Sadler. Mientras estudiaba en la Universidad de California en Berkeley, tuvo una breve relación con el poeta Robert Duncan. Se graduó como licenciado en artes en 1952, y luego continuó sus estudios hasta recibir un doctorado en filosofía por la Universidad de Princeton en historia del arte en 1964. Su tesis doctoral fue sobre el pintor Gian Paolo Lomazzo, siendo supervisada por Rensselaer W. Lee.
En 1959, mientras estudiaba en Princeton, comenzó su carrera docente en el Bryn Mawr College como profesor. Seis años después, fue contratado por laUniversidad Stanford como profesor asistente de historia del arte. En 1971, fue contratado en el Pomona College como profesor asociado. Cinco años más tarde, se convirtió en profesor y director del departamento, y pasó el resto de su carrera en Pomona. Se retiró de la docencia en 1989 y se convirtió en profesor emérito.
En 2012, fue nombrado Oficial de la Orden de las Artes y las Letras por el gobierno francés.

### Vida personal
En 1962, conoció a su socio y esposo de muchos años, Leonard R. Simon. La pareja permaneció junta hasta la muerte de Simon en 2014. El falleció dos años después.